# 해남 고산유고목판일괄
해남고산유고목판일괄(海南孤山遺稿木板一括)은 대한민국 전라남도 해남군 해남읍 연동리 윤고산 유물전시관에 있는, 조선 중기의 문신이자 시조 작가인 고산 윤선도(1587∼1671)의 시문집을 새긴 목판이다. 1999년 7월 5일 전라남도의 유형문화재 제219호로 지정되었다.

## 개요
조선 중기의 문신이자 시조 작가인 고산 윤선도(1587∼1671)의 시문집을 새긴 목판이다.『고산유고』의 목판 268매,『고산유사』의 목판 7매,『고산선생연보』30매 등이다.
윤선도는 8살되던 해에 큰아버지에게 입양되어 해남으로 내려가 살았다. 20세에 승보시에 1등으로 합격하여, 1616년 성균관유생으로서 집권세력을 비난하는 글을 올렸다가 함경도로 유배되었다. 벼슬을 버리고 내려온 후에는 조상이 물려준 엄청난 재산으로 정치와는 관계없이 보길도의 부용동과 새로 찾은 금쇄동에 여러 정자와 각을 지어놓고 풍류를 즐기며 살았다.
정조 20년(1796)과 19세기 말에 각각 새겨진 것으로, 빠진 목판이 없고 유고집 안에 한글가사가 실려있다. 현재 전라남도 해남에 있는 윤고산 유물전시관에 소장되어 있다.

## 참고 문헌
- 해남고산유고목판일괄 - 국가유산청 국가유산포털